# Гархвал (округ)
Гархвал (англ. Garhwal или Gurwal) — округ, существовавший в составе области Кумаон Объединённых провинций Агры и Ауда Британской Индии с 1814 года до обретения Индией независимости. Округ занимал площадь 14 579 км², он находился в Гималаях на территории исторической области Гархвал.
Округ был образован на землях, полученных от Непала по условиям Сугаульского договора, из части территории бывшего Княжества Гархвал.
Экономика была основана на сельском хозяйстве, в основном вдоль рек. Продуктами экспорта были зерно и ткани, импорта — соль, животные, шерсть. Значительной была торговля с Тибетом.
В округе набирались 2 батальона индийской армии. Население составляло 429 900 человек (по состоянию на 1901 год). Административным центром был Паури, самым большим городом — Шринагар.